# Шувалова, Евгения Петровна
Евге́ния Петро́вна Шува́лова (11 ноября 1918, Петроград — 31 декабря 2003, Санкт-Петербург) — советский и российский учёный-медик и педагог, инфекционист, организатор здравоохранения и общественный деятель. Академик РАМН (АМН СССР — 1991, членкор 1971), доктор медицинских наук, профессор (1965). Выпускница Первого Ленинградского мединститута им. И. П. Павлова, где прошла путь до заведующей кафедрой инфекционных болезней и эпидемиологии, которой она руководила на протяжении тридцати лет (1968—1999), почётный доктор университета. Глава ленинградской — санкт-петербургской школы инфекционистов.

## Биография
Окончила Петришуле.
Уже в школьные годы определилась с желанием стать врачом.
C отличием окончила Первый Ленинградский медицинский институт (1940), куда поступила в 1935 году. По распределению была направлена в Башкирию.
В 1945 году возвратилась в Ленинград, где поступила в аспирантуру альма-матер и окончила её с диссертацией по дифтерии (защитилась в 1949). Там же ассистент, доцент, завуч, профессор (с 1966) кафедры инфекционных болезней и эпидемиологии, возглавляла её в 1968—1999 годах. В 1964 году защитила докторскую диссертацию по дизентерии. Ученица профессоров К. Т. Глухова и Б. Л. Итциксон. Под её началом было выполнено более 20 докторских и почти сто кандидатских диссертаций.
Ближайшая ученица, помощница и соратница — А. Г. Рахманова, также среди учеников — Т. В. Беляева и Д. А. Лиознов.
Являлась одним из инициаторов создания и зампредседателя Ассоциации инфекционистов России и председателем Санкт-Петербургского научного общества инфекционистов.
Состояла членом редколлегий и редакционных советов медицинских журналов.

## Научные труды
Соавтор почти 500 работ, переводившихся на иностранные языки, в том числе 2 учебников («Инфекционные болезни» и «Тропические болезни» (ред., 1976)), 19 монографий и глав в руководствах для врачей, статей в 3-м издании БМЭ, 8 изобретений, автор и титульный редактор 10 монотематических и мультидисциплинарных сборников, создатель многочисленных экспозиций на ВДНХ СССР, отмеченных золотыми, серебряными и памятными медалями.
Большой положительный резонанс получила её выдержавшая несколько изданий монография «Ошибки в диагностике инфекционных заболеваний».

## Награды и премии
Награждена орденами «Знак Почёта» и Почёта (1997), многими медалями, знаком «Отличник здравоохранения», почётными грамотами МЗ СССР, АМН СССР и РАМН.